# Dominik Greif
Dominik Greif (Bratislava, 6 de abril de 1997) es un futbolista eslovaco que juega en la posición de portero en el Olympique de Lyon de la Ligue 1.

## Trayectoria
El 1 de febrero de 2021 estuvo a punto de vestir la camiseta del R. C. D. Mallorca pero minutos antes de la hora límite del mercado invernal se rompió la operación, por la lesión del segundo portero del conjunto eslovaco. Finalmente el fichaje se acabó produciendo en el mes de julio. En cuatro años participó en 46 encuentros y contribuyó a que el equipo jugara la final de la Copa del Rey 2023-24 parando dos penaltis, uno en el tiempo reglamentario y otro en la tanda, en el partido de vuelta de las semifinales.
El 18 de agosto de 2025 fue traspasado al Olympique de Lyon, con el que firmó hasta junio de 2029, a cambio de cuatro millones de euros fijos, más otros 1.25 millones en variables el 15% de la plusvalía de una futura venta.

## Selección nacional
Ha pasado por las categorías inferiores de la selección de Eslovaquia sub-17, sub-19 y sub-21.

## Clubes
| Club                    | País       | Año       |
| ----------------------- | ---------- | --------- |
| Š. K. Slovan Bratislava | Eslovaquia | 2015-2021 |
| R. C. D. Mallorca       | España     | 2021-2025 |
| Olympique de Lyon       | Francia    | 2025-     |

## Palmarés

### Títulos nacionales
| Título                  | Club                    | País       | Año  |
| ----------------------- | ----------------------- | ---------- | ---- |
| Copa de Eslovaquia      | Š. K. Slovan Bratislava | Eslovaquia | 2017 |
| Copa de Eslovaquia      | Š. K. Slovan Bratislava | Eslovaquia | 2018 |
| Superliga de Eslovaquia | Š. K. Slovan Bratislava | Eslovaquia | 2019 |
| Superliga de Eslovaquia | Š. K. Slovan Bratislava | Eslovaquia | 2020 |
| Copa de Eslovaquia      | Š. K. Slovan Bratislava | Eslovaquia | 2020 |
| Superliga de Eslovaquia | Š. K. Slovan Bratislava | Eslovaquia | 2021 |
| Copa de Eslovaquia      | Š. K. Slovan Bratislava | Eslovaquia | 2021 |